# 拜恩 (埃伯斯贝格县)
拜恩（德語：Baiern，發音：[ˈbaɪɐn]）是德国巴伐利亚州上巴伐利亚行政区埃伯斯贝格县的市镇，面积19.97平方千米，2023年12月31日人口为1,531人。